# Esciles
Esciles (en grec antic: Σκύλης, Scyles) fou rei escita fill i successor d'Ariapites que regnava en temps d'Heròdot.
La seva mare era una grega d'Ístria que li va ensenyar el grec i li va ensenyar l'amor als costums grecs. Això li va servir per ser amic de la ciutat d'Òlbia una colònia milèsia a la boca del riu Borístenes, on va tenir una casa i va passar part de la seva vida i on es va casar amb una dona de la ciutat. Va ser descobert per alguns escites participant en una festa dels misteris de Bacus i fou deposat com a rei i proclamat al seu lloc el seu germà Octamasades. Esciles va fugir a la cort de Sitalces rei dels odrisis de Tràcia que el va acollir però quan Octamasades va envair els dominis de Sitalces aquest va entregar a Esciles que fou decapitat per orde del seu germà.